# خلیج هادسون

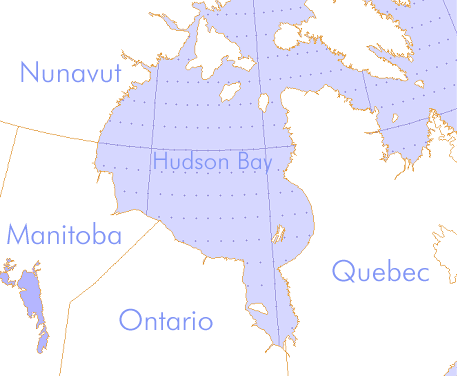
خلیج هادسون

خلیج هادسِن (به انگلیسی: Hudson Bay) یکی از بزرگ‌ترین خلیج‌های دنیا است است که در کانادا واقع است. این خلیج از اطراف به ایالات: نوناووت، مانیتوبا، انتاریو و کبک محصور شده‌است. این خلیج به وسیله تنگه هادسون به دریای لابرادور راه دارد. در این خلیج جزایر زیادی وجود دارد که از مهم‌ترین آنان: جزایر اتاوا، جزیره کوتس، جزایر بلچر، جزیره ماسل و جزیره آکیمیسکی را می‌توان نام برد.
عمق میانگین این خلیج ۱۰۰ متر و حداکثر عمق آن ۲۷۰ متر است.